# Stenopogon colimae
Stenopogon colimae là một loài ruồi trong họ Asilidae. Stenopogon colimae được Martin miêu tả năm 1968. Loài này phân bố ở vùng Tân nhiệt đới.